# Rhinotyphlops unitaeniatus
Rhinotyphlops unitaeniatus är en ormart som beskrevs av Peters 1878. Rhinotyphlops unitaeniatus ingår i släktet Rhinotyphlops och familjen maskormar. Inga underarter finns listade i Catalogue of Life.
Denna orm förekommer i Somalia, sydöstra Etiopien, östra Kenya och nordöstra Tanzania. Den vistas i låglandet och i bergstrakter upp till 1600 meter över havet. Honor lägger ägg.